# The Escapists
『The Escapists』は、イギリスのインディーゲームスタジオMouldy Toof Studiosが開発し、Team17より2015年2月13日に発売されたゲームソフト。
本稿では、コラボレーション作品の『The Escapists: The Walking Dead』と、続編の『The Escapists 2』についても記述する。

## 概要
様々な刑務所を舞台に服役囚の一人であるプレイヤーが脱獄を目指すという脱獄シミュレーター作品。脱獄するための特定の答えは決まっておらず、ショベルで壁を掘り進めたり看守から鍵や制服を奪ったりなど、プレイヤーが独自に立てた計画に沿って脱獄を実行していく。グラフィックにはドット絵が用いられコミカルに描写されている。
開発のコンセプトについて、映画の分野では『ショーシャンクの空に』『アルカトラズからの脱出』『大脱走』など脱獄がテーマの作品があり多くの可能性を秘めているにもかかわらずゲームの分野ではめったに触れられていないという意識があり、脱獄を綿密に計画して実行する緊張感とスリルを詰め込んだゲームはきっと楽しいに違いないと考えたことがきっかけになっている。
2013年10月25日から2013年11月29日の期間にはKickstarterでのクラウドファンディングが実施され、3000ポンドの目標額に対し7131ポンドの資金が集まった。

## システム

### 基本システム
プレイヤーは通常、刑務所内でスケジュールに沿って毎日の生活を送ることになるが、その中で様々な手段を用いて脱獄の準備を整えていき、結果的に刑務所の敷地外に到達すればクリアとなる。一方、脱獄を図る様子を看守に発見されると懲罰房に送られ、禁制品（武器や脱獄用アイテム）の没収と脱獄工作の初期化が行われたうえで数日後の朝からゲームが再開される。
脱獄工作に用いるアイテムは、他の囚人から購入したり、囚人や看守から盗んだりなどのほか、アイテム同士を組み合わせて新たなアイテムをクラフトすることもできる。

### ステータス
プレイヤーの基本ステータスとして以下の7つがある（ステータス名は、「素早さ」を除き続編の『The Escapists 2』の表記に準じている）。
- ライフ - プレイヤーの耐久値。他の囚人や看守からの攻撃などにより減少し、0になると、手持ちの禁制品が没収されたうえで医務室からゲームが再開される。時間経過により徐々に自然回復する。
- スタミナ - プレイヤーの気力値。最大値は100で、脱獄工作やトレーニングなどを行うごとに減少し、0に近くなると回復するまで前述の行動をとれなくなる。時間経過により徐々に自然回復する。
- ヒート - プレイヤーに対する看守の警戒値。プレイヤーが看守の前で問題行動をしたりスケジュールを守らなかったりすると上昇する。90を超えると屋外にいる際に銃撃を受けてライフが減り続け、100に達すると施設封鎖状態となり看守たちがプレイヤーを目掛けて攻撃するようになる。何も問題がない状態が続くと徐々に自然減少する。
- コイン - プレイヤーの所持金。他の囚人から道具を購入する際に支払う。労働時間（後述）での仕事や他の囚人から依頼されたクエストの達成により手に入る。
- 筋力 - 値が大きいほど攻撃力が高くなる。また、値の上昇に比例してライフの最大値も上昇する。
- 素早さ - 値が大きいほど素早く攻撃できる。
- 知力 - 値が大きいほどより良いアイテムをクラフトでき、労働時間の際にはより高収入の仕事に就けるようになる。パソコンを操作したり本を読んだりなどすると値が上昇する。

他の囚人や看守のステータスには筋力、素早さ、知力の3つに加えプレイヤーに対する好感度のステータスがある。好感度が高い囚人からは道具を購入できるが、好感度が低い囚人や看守はプレイヤーを攻撃してくる。プレイヤーが囚人や看守を攻撃すると好感度が下がるが、相手のライフを0にして気絶状態にすると相手の所持アイテムを奪うことができる。ただし、看守が所持する重要アイテムを奪ったまま一定時間が経過し看守に事態が発覚すると懲罰房送りになる。

### スケジュール
刑務所での1日のスケジュールは毎日同じ内容が繰り返される。最初の2つは朝の点呼と朝食、最後の2つは夜の点呼と消灯時間であることは全ての刑務所で共通しているが、それ以外の構成は刑務所ごとに異なる。
- 点呼時間 - 全ての囚人が集合場所に集まり看守から点呼を受ける時間帯。序盤ステージまでは朝と夜の2回だが、中盤以降では昼も行われる。点呼の最中に看守からランダムで選ばれた囚人2人は、点呼後にそれぞれの監房内で収納箱の検査を受け禁制品が没収される。なお、プレイヤーが集合場所に集まらないとヒートが一気に100に上昇し施設封鎖状態になる。
- 食事時間 - 全ての囚人が食堂に集まり朝食・昼食（最初のステージのみ）・夕食をとる時間帯。食事中はスタミナが回復し続ける。
- 自由時間 - 自由に行動できる時間帯。
- 労働時間 - 仕事を登録した囚人たちが労働を行う時間帯。仕事を予定通り終えると報酬のコインを得るが、終えられなければ仕事の資格を剥奪される。労働終了後、または仕事を登録していない状態の時は自由時間と同様の扱いになる。
- 運動時間 - 全ての囚人が運動部屋に集まる時間帯。この部屋でのトレーニングにより筋力（+ライフの最大値）と素早さのステータスを上昇させることができる。
- シャワー時間 - 全ての囚人がシャワー室に集まる時間帯。シャワー室にいる間はスタミナが回復し続ける。
- 消灯時間 - 全ての囚人が自身の監房へ戻り就寝する時間帯。監房の中のベッドで寝ると1日が終了し翌日に移行する。監房へ戻らず行動を続けることも可能。

## The Escapists: The Walking Dead
『The Escapists: The Walking Dead』は、Team17が開発し、同じくTeam17より2015年9月30日に発売された。ロバート・カークマン等が手掛けたコミック作品『ウォーキング・デッド』とのコラボレーション作品。日本語対応版は未発売。
『ウォーキング・デッド』はテレビドラマ版等も制作されているが、本作の内容はコミック版に沿ったもので、『The Escapists』と同様のドット絵で世界観が再現されている。
舞台となるのはウォーカー（ゾンビ）の群れが徘徊する原作の5つのエリア（ハリソン記念病院、グリーン農場、ウッドベリー、メリウェザー郡矯正施設、アレクサンドリア共同体）で、主人公のリック・グライムズを操作しエリア内からの脱出を目指す。毎日のルーティーンに沿って行動するシステムやアイテムを収集・クラフトする要素は『The Escapists』を踏襲しており、『The Escapists』のヒートに該当する値が上昇するごとにウォーカーが新たに発生する。また、本作の独自要素として、最大3人の仲間キャラクターがリックに同行し戦闘に加勢するが、ライフが0になった仲間をしばらく放置するとウォーカーに変化しリックに襲い掛かってくる。このほか、銃を武器に用いることで遠距離からの攻撃が可能となった。
2016年3月24日配信の無料アップデートにより「survival mode」が追加された。このモードは本編と趣向が異なり、波状的に次々と現れる敵の群れに対し仲間と協力しながら戦い続けてできるだけ長く生き残ることを目指す。舞台となるエリアは以下の3つで、操作キャラクターと仲間キャラクターはそれぞれ異なる。
- ウッドベリー - 操作キャラクター：ミショーン　仲間キャラクター：グレン、マルチネス
- メリウェザー郡矯正施設 - 操作キャラクター：タイリース　仲間キャラクター：マギー、ハーシェル
- アレクサンドリア共同体 - 操作キャラクター：エイブラハム　仲間キャラクター：リック、カール

## The Escapists 2
『The Escapists 2』は、Mouldy Toof StudiosとTeam17が開発し、Team17より2017年8月22日に発売された。なお、Nintendo Switch版は1作目『The Escapists』より先行しての発売となっている。
刑務所からの脱獄を目指す内容は1作目と共通しているが、全ステージが1階層だった1作目と異なり、本作の刑務所の多くは複数階層で構成されている。また、脱出までの制限時間が設定されている汽車、船、飛行機といったステージもある。
ステータスの仕様は以下のように1作目と一部異なっている。
- ライフの最大値は100で固定。
- 素早さが廃止。
- 値が高いほどスタミナの消費スピードが減少する「体力」が追加。
- 看守からの警戒度合いを表すステータスとしてヒートのほかに5段階の「警戒度」が追加。累積ごとに看守や番犬による警備が強化され5段階に到達すると施設封鎖状態となる。1日が経過するとリセットされる。

本作ではマルチプレイに対応しており、オフラインでは画面を2分割しての2人同時プレイ、オンラインでは最大4人同時プレイが可能となっている。また、本編とは別の対戦モードでは、スケジュールなどの制約がない1日限定で最も早く脱獄したプレイヤーが勝利というルールで競う。